# Jalalpur Dehat
Jalalpur Dehat es una ciudad censal situada en el distrito de Ambedkar Nagar en el estado de Uttar Pradesh (India). Su población es de 6376 habitantes (2011). 

## Demografía
Según el censo de 2011 la población de Jalalpur Dehat era de 6376 habitantes, de los cuales 3263 eran hombres y 3113 eran mujeres. Jalalpur Dehat tiene una tasa media de alfabetización del 80,41%, superior a la media estatal del 67,68%: la alfabetización masculina es del 85,12%, y la alfabetización femenina del 75,47%.